# La morte dei miracoli
La morte dei miracoli è il secondo album in studio del rapper italiano Frankie hi-nrg mc, pubblicato nel giugno 1997 dalla BMG.
L'album è presente nella classifica dei 100 dischi italiani più belli di sempre secondo Rolling Stone Italia alla posizione numero 39.

## Descrizione
Uscito nel 1997, è composto, considerando anche i remix e la traccia "fantasma" della riedizione del 1998, da diciannove brani, di cui, come consuetudine per l'artista, alcuni "parlati". La prima edizione è composta da sessantanove tracce: dopo l'ultimo brano n. 14 e prima dell'ultima traccia fantasma n. 69, sono presenti 54 tracce di silenzio, ciascuna di 0:05, e durano complessivamente 4:30. Il disco è famoso soprattutto per il singolo Quelli che benpensano (con la partecipazione di Riccardo Sinigallia), che in quell'anno ha ottenuto un buon successo, grazie anche a molti passaggi del rispettivo video musicale sui canali musicali; ha inoltre ricevuto il premio come migliore canzone italiana dell'anno 1997.
Il 12 maggio 1998 l'album è stato ristampato in formato CD con l'aggiunta di quattro tracce bonus. Il 10 marzo 2017, in occasione dei suoi 20 anni, l'album è stato ripubblicato in formato LP dalla Sony Music.

## Tracce

### CD
1. Incipit – 1:50
2. Quelli che benpensano – 4:05
3. Cubetti tricolori – 1:15
4. Accendimi... – 5:10
5. Giù le mani da Caino – 4:40
6. Manovra a tenaglia – 2:10
7. Il beat come anestetico – 3:35
8. La cattura – 3:02
9. Area 51 – 1:30
10. Autodafè – 4:00
11. Cali di tensione – 4:22
12. Note psichedeliche d'ambiente – 1:35
13. Fili – 3:20
14. Outcipit – 0:40

1. La cattura (Remix) – 2:13 – traccia fantasma

Tracce bonus nella riedizione del 1998
1. Quelli che benpensano (Ice One Remix) – 4:13
2. Quelli che benpensano (DJ Stile Remix) – 4:16
3. Autodafè (DJ Stile Remix) – 3:19
4. Autodafè (Ice One Remix) – 3:31
5. La cattura (Remix) – 2:13 – traccia fantasma

### LP, MC
- Lato A ("Logo Side" nel formato LP)

1. Incipit – 1:50
2. Quelli che benpensano – 4:05
3. Cubetti tricolori – 1:15
4. Accendimi... – 5:10
5. Note psichedeliche d'ambiente – 1:35
6. Giù le mani da Caino – 4:40
7. Manovra a tenaglia – 2:10

- Lato B ("Altro Side" nel formato LP)

1. Fili – 3:20
2. Il beat come anestetico – 3:35
3. La cattura – 3:02
4. Area 51 – 1:30
5. Autodafè – 4:00
6. Cali di tensione – 4:22
7. Outcipit – 0:40

## Classifiche
| Classifica (1997) | Posizione massima |
| ----------------- | ----------------- |
| Italia            | 21                |